# Susanne Lilian Gössl
Susanne Lilian Gössl (* 1984 in Köln) ist eine deutsche Rechtswissenschaftlerin mit einer internationalen Rechtsperspektive. Sie sieht, dass weltweit das Recht den aktuellen Entwicklungen hinterher hinkt. Ihr ist es ein Anliegen, dass insbesondere schwache Personen, etwa Kinder oder Minderheiten, nicht vernachlässigt werden.

## Leben
Gössl studierte Rechtswissenschaften (2003–2008) in Köln und Neapel. Nach dem LL.M.-Studium (2009–2010) an der Tulane University, der Promotion (2010–2013) an der Universität Köln (Heinz-Peter Mansel) und dem Referendariat (2011–2014) in Hamburg, Washington, D.C. und Santiago de Chile war sie von 2014 bis 2015 wissenschaftliche Mitarbeiterin und von 2015 bis 2019 Akademische Rätin am Institut für Deutsches, Europäisches und Internationales Familienrecht bei Nina Dethloff an der Universität Bonn, wo sie sich 2020 habilitiert hat.
Von 2020 bis 2022 war sie Professorin für Bürgerliches Recht und Digitalisierung des deutschen, ausländischen und internationalen Privatrechts an der CAU Kiel. 2021 berief die Europäische Kommission sie in die Expertenkommission zur Anerkennung der Elternschaft zwischen den Mitgliedstaaten. Seit August 2022 ist sie Direktorin am Institut für Internationales Privatrecht und Rechtsvergleichung an der Universität Bonn.
In 2025 ist sie Mitglied im Beirat einer Studie an der Uni Köln, die untersuchen soll, worauf die bei Frauen signifikant höheren Durchfallquoten beim Staatsexamen zurückzuführen sind. Sie regte an, Aufbau und Ablauf des Staatsexamens zu überdenken. Sie verweist auf Untersuchungen, die zeigen, dass Frauen in mündlichen Prüfungen durch eine rein männliche Prüfungskommission schlechter bewertet werden; mit einer Frau in der Kommission jedoch wohl nicht.

## Schriften (Auswahl)
- (mit F. Kienle) „Grundkurs Internationales Privat- und Zivilverfahrensrecht“, Juni 2025,  ISBN 978-3-406-75354-1.
- (mit A. Sanders) „Recht International“, Springer, erscheint im Herbst 2026.
- Internetspezifisches Kollisionsrecht? Anwendbares Recht bei der Veräußerung virtueller Gegenstände. Baden-Baden 2014, ISBN 3-8487-1573-2, doi:10.5771/9783845255897.
- als Herausgeberin mit Rafael Harnos, Leonhard Hübner, Malte Kramme, Tobias Lutzi, Michael Florian Müller, Caroline Sophie Rupp und Johannes Ungerer: Politik und Internationales Privatrecht. Tübingen 2017, ISBN 3-16-155692-5.
- als Herausgeberin mit Anne Friedrichs, Elisa Hoven und Andrea U. Steinbicker: Migration. Gesellschaftliches Zusammenleben im Wandel. Schöningh, Paderborn 2018, ISBN 3-506-70717-5.
- Parteidispositionen und EU-Verbrauchervertragsrecht. Tübingen 2021, ISBN 978-3-16-160866-7.

## Familie
Frau Gössl lebt mit ihrem Mann und ihren Kindern (zwei und vier Jahre) in Bonn.